# Gambit
Gambit, o alter ego de Remy Etienne LeBeau, é um personagem fictício da Marvel Comics e um integrante dos X-Men. Criado por Chris Claremont e Jim Lee, o personagem teve sua primeira aparição em Uncanny X-Men #266 (agosto de 1990).
Sendo um mutante de nivel beta, Gambit possui a habilidade de manipular energia cinética. Ele também é hábil em arremesso de cartas, luta corporal, uso de cajados e pôquer.
O personagem é um cajun. Cajuns são os descendentes dos acadianos, colonizadores franceses expulsos do Canadá após a Guerra dos Sete Anos que se fixaram na Luisiana, uma antiga colônia francesa que atualmente é um estado ao sul dos Estados Unidos.
Conhecido por ser um ladrão profissional, poucos X-Men confiaram em Gambit quando ele se uniu ao grupo. Por ter protegido a Tempestade na época em que ela havia sido regredida a uma criança pela vilã robótica Babá, o grupo acabou aceitando-o e logo surgiu um forte romance entre ele e a Vampira. O cajun provou ser uma aquisição valiosa para a equipe, mas seu passado foi revelado quando suas ligações com o vilão Sr. Sinistro foram expostas, principalmente sua participação no massacre dos Morlocks. Entretanto, com o tempo, seus colegas aceitaram sua busca honesta por redenção e o perdoaram.
Gambit tem mostrado um lado mais vulnerável ao longo dos anos, principalmente quando se trata de Vampira, com quem forma um dos casais mais populares da Marvel devido à série animada ''X-Men: The Animated Series'', de 1992.
Ele era fumante, assim como o Wolverine. Porém, com o antitabagismo da Marvel, essa característica desapareceu por completo.
Apesar de não ter aparecido nos três primeiros filmes dos X-Men, Gambit apareceu em X-Men Origins: Wolverine, interpretado por Taylor Kitsch.

## Criação
O criador Chris Claremont sempre esteve responsável pela dramaturgia na infância de Remy desde a sua adoção até sua ligação aos carrascos com Nathaniell Essex (Sr. Sinistro). Esta é a colaboração de Ondenkir Kohler sobre detalhes com respeito a mutação de Gambit, ainda na sala de parto.

## Poderes e habilidades
Uma de suas marcas registradas é o arremesso de cartas de baralho em seus oponentes, sendo a Dama de Copas sua carta favorita, carregando cada carta e as transformando em armas letais. Ele também já carregou um maço de goma de mascar quando estava totalmente preso e, energizando o chão, fez um quarto inteiro explodir. Ele também usa cravos e facas para carregar com seus poderes e lançá-los em seus oponentes.
As habilidades de Gambit incluem agilidade sobre-humana, equilíbrio, resistência, durabilidade, flexibilidade, precisão, reflexo/reação, velocidade, força aprimorada, aceleração, conversão cinética e projeção de energia estática, possuindo todos os atributos físicos de um corpo humano e poderes mutantes naturalmente desenvolvido para constante movimento como um gerador vivo de energias biocinéticas. Isso também provoca interferência estática ao seu redor, o fazendo imune a intromissão de telepatas, e, ao ponto máximo dos seus poderes, isso aumenta se tornando uma aura biocinética ambiente constante ao redor do seu corpo que neutralizava todos os outros poderes mutantes com o contato físico direto com ele, permitindo que ele tocasse em Vampira.
Gambit possui um engenhoso charme hipnotizante. Ele consegue fazer com que as pessoas acreditem que o que ele diz é verdade e que adiram a sua vontade usando a fala, apesar de algumas mentes terem se mostrado imunes a seu charme. Já foi dito que a pessoa não pode saber do charme para que ele funcione. Foi teorizado nos livros guia da Marvel que Gambit é capaz disso carregando matéria cerebral do indivíduo em questão.
Tem um controle maior sobre o tempo que o objeto leva para explodir, além de conseguir energizar objetos um pouco maiores, fazendo com que peguem fogo e/ou explodam. Além disso, também consegue absorver energia cinética, dissipando-a caso provenha de outros mutantes.
Possui a capacidade de criar estática devido à energia potencial carregada em seu corpo. Seu "escudo" energético também consegue desestabilizar poderes que necessitam de toque.
Gambit geralmente usa um traje com uma armadura altamente leve e articulada e sua arma escolhida é um cajado de metal telescópico. Ele foi treinado em artes marciais, particularmente em boxe francês ou savate, que combinado com seu treinamento no Clã dos Ladrões e habilidades mutantes naturais, faz dele um combatente sobre-humano. Ele é um excelente combatente corpo a corpo, utilizando técnicas de luta de rua e acrobacia.
Na adolescência, Gambit era capaz de controlar todas as formas de energia cinética, permitindo com que ele carregasse qualquer material apenas olhando para ele usando apenas o pensamento, mas sua falta de controle fez com que ele pedisse ajuda ao Sr. Sinistro. Sinistro extirpou a parte de seu cérebro responsável por seus poderes mutantes. Mais tarde, ele retornou ao Sinistro enquanto no passado, e teve sua matéria cinzenta cirurgicamente reimplantada, restaurando suas habilidades ao seu potencial máximo (o que permitiu com que ele retornasse ao presente se transformando em energia viva) até que ele as perdeu lutando contra New Sun. De qualquer modo, no próximo "pulo" de sua mutação por Sábia, que restaurou seus poderes, deixa a possibilidade de que ele algum dia possa recuperar o máximo de seus poderes.
Enquanto Gambit estava cego, foi mostrado que ele possuía a habilidade de prever eventos futuros usando suas cartas de baralho através da leitura de tarô. Depois de ser ajudado a restaurar notavelmente por ter aberto estágios Sereivançados de sua mutação então ele poderia se curar (estimulando sua própria atividade celular) assim como ele já fizera uma vez (quando seu tórax foi perfurado num jogo na Sala do Perigo), mas ele ainda não demonstrou essa habilidade novamente.
Como Cavaleiro da Morte, Gambit mostrou o poder de converter materiais inertes em substâncias tóxicas, como transformar ar em gases venenosos e também a habilidade de ingerir doenças e pragas, poderes semelhantes com os de Pestilência (Polaris). Ele não manifestou seus poderes de Morte/Gambit desde que ressurgiu como membro dos Carrascos de Sinistro.
Gambit é fluente em vários idiomas, principalmente em inglês e francês (os quais ele usa com mais frequência).

## Cronologia do personagem
Essa é uma linha do tempo básica com a maior parte dos eventos acontecidos na vida de Remi LeBeau. Não está tudo aqui, mas há o suficiente para se ter uma ideia geral. Há também algumas coisas que talvez estejam ligeiramente fora da ordem, pelo fato de a Marvel nunca ter fornecido dados exatos de quando aconteceram, ou em qual fase se passaram.
- Abandonado em um hospital ao nascer, provavelmente por causa de seus olhos que faziam dele um mutante.
- Sequestrado do hospital quando era recém nascido pelo Liga dos Ladrões por ordem de Antiquary.
- Pego de Antiquary por Jean-Luc LeBeau e colocado sob os cuidados de uma multidão de Fagan, um grupo de crianças de rua transformadas em ladrões para se tornarem membros do clã.
- Correu de Vampiros no cemitério Metairie.
- Conheceu Belladonna quando ele tinha oito anos, "salvando-a" de uma armadilha. Insinuando-se para aparecer.
- Remi é pego por Jean-Luc quando tentava roubar sua carteira. Passando-se por outro desde que quiseram Remi para o clã. Jean-Luc adota-o como parte de sua família.
- Bateu um avião roubado.
- Conheceu Witness em um cemitério e começou a visitá-lo em uma base normal.
- Derrotou os Saints (um time de futebol de New Orleans) num campo de treinamento com Etienne e Emil. Foram ligeiramente injustiçados nesse processo.
- Seus poderes começam a se manifestar.
- Encontrou The Pig durante uma cerimônia dos ladrões que deu errado. seu primo, Etienne Marceaux, foi morto tentando escapar dos braços de Pig. Ele também encontrou Candra numa tentativa falha.
- Preso em uma pequena cidade da Louisiana, representando 'um motim' e soltando a si mesmo e a outros dois bêbados.
- Começou a 'ficar' com Genevieve Darceheaux como um trapaceiro para pegar uma joia para o clã . Ela terminou sendo morta por Dente de Sabre, que foi contratado para recuperar a jóia.
- Casou-se com Belladonna em uma cerimônia arranjada para unificar os clãs.
- Matou seu cunhado em legítima defesa durante um duelo e foi banido de New Orleans pelos clãs.
- Tornou-se um caçador/mercenário e trabalhou com Spat e Grovel. Em algum lugar ao longo do caminho Spat foi acertada por uma força que foi derrotada por Remy e a idade dela foi revertida, tornando-a uma criança lentamente.
- "Trabalhou" com Claire de Luc e Grey Crow em uma lanchonete.
- Passou um tempo em uma prisão na América do Sul.
- Seus poderes perderam o controle, ajudado por Sr. Sinistro em troca reuniu um grupo de pessoas que se tornariam os Carrascos. Ele os guiou para os túneis onde os Morlocks moravam e fizeram no local um Massacre de Mutantes. Remi tentou parar as mortes e foi brutalmente ferido por Dentes-de-Sabre, mas conseguiu escapar com uma criança chamada Sarah (Medula).
- Salvou Tempestade (na época em que ela era uma criança de 13 anos) da Babá. Eles correram por New Orleans como 'Robin Hood' gostavam de roubar até a Babá atacar de novo e Tempestade recuperar sua memória.
- Remy juntou-se aos X-Men ao lado de Tempestade na Mansão Xavier.
- Envolve-se romanticamente com Vampira (Rogue).
- Foi junto com Wolverine em uma viagem para o Japão que resultou na morte de Mariko.
- Enfrentou a Ninhada pela primeira vez, resultando na suposta morte de sua esposa.
- Seu irmão foi morto no balcão da Mansão por assassinos.
- Achou que sua esposa poderia sobreviver. Roubou um elixir da vida e salvou-a, depois que suas memórias foram limpas/retiradas por Vampira.
- Beijado por Vampira durante a "onda" que os tocou antes da Era do Apocalipse. Colocando-o em coma com parte de seus poderes drenados.
- De volta a realidade normal, pouco tempo depois,é capturado na Antártica e tem seus poderes mutantes anulados, o que permite ter sua primeira noite de amor com Vampira que também estava sem poderes.
- Colocado à "prova" sua participação no Massacre Mutante por Erik o Vermelho e deixado para trás na Antártica por Vampira após ela descobrir seu envolvimento no massacre de mutantes.
- Achou uma estranha energia, "Green Mist Lady", toque o ajudou a sobreviver a fria temperatura, depois tomando um lugar no seu corpo. Ela revelou ser Mary Purcell.
- Salvo de congelar até a morte por New Son, e por ele alterado para uma outra versão de si mesmo, e forçado a trabalhar para ele. Salvar Jacob Gavin foi sua primeira missão e recuperando informações de Alta Evolução.
- Salvou Sekmeht Conoway durante a tomada de um templo, moradia de artefatos alienígenas.
- Mary "Green Mist Lady" Purcell é 'removida' do corpo de Remy e supostamente morta.
- Enviado de volta no tempo a seu clã para parar Candra. Dá a Sinistro seus poderes para definir a mudança. Tem seus poderes restaurados a força máxima para voltar. Fez muitos investimentos no passado que o tornaram muito rico no presente.
- Seu pai, Jean-Luc, entregou o poder do clã dos ladrões a ele.
- New Sun colocou um preço na cabeça de Remy, fazendo cada assassino e caçador de recompensa no Universo Marvel vir atrás dele…até os mais idiotas. Isso resultou na unificação dos clãs.
- Derrotou o New Sun…pela primeira vez…com ajuda do Anjo.
- Descobriu que seu pai estava escondendo informações de seus pais verdadeiros. Razão ainda desconhecida.
- Oficialmente eleito líder dos Clãs Unificados. 8 votos contra 6. Belladonna é a segunda no comando.
- Derrotou New Sun de uma vez por todas, queimando no processo seus poderes de volta ao nível Alpha.
- Colocado na lista de procurados pela morte de Miles Warback. Depois descobriu uma organização.
- Juntou-se aos X-Treme X-Men (outro time de X-Men).
- Tornou-se uma fonte de poderes ao abrir um portal alienígena. o processo foi parado por Vargas que enfiou uma espada em seu peito. Ele sobreviveu com a ajuda de Vampira (que se colocou a frente dele e também quase morreu) e Fera, mas perdeu suas habilidades mutantes devido a um raio que passou por ele.
- Recuperou sua habilidade mutante depois que Sábia "ressaltou" seus poderes novamente.
- Perdeu sua visão quando uma bala perdida acertou uma de suas cartas energizadas, mandando um pedaço delas em seu rosto.
- Recuperou sua visão quando Sábia de novo "ressaltou" seus poderes.

## Romances
Gambit é considerado um grande conquistador. É bonito, atlético e ainda mais possui um dom que é o de deixar as pessoas envolvidas com o seu "charme hipnótico ", que é um dos seus poderes mutantes. Em várias passagens nos quadrinhos, dá-se a entender que Gambit teve muitas mulheres em sua vida, porém as mais importantes foram Belladonna, sua ex-esposa e líder do clã dos Assassinos em New 
Orleans, Genevieve, uma jovem francesa que foi morta brutalmente por Dentes de Sabre, Joelle (uma misteriosa mulher com quem se envolve em sua série solo em 2012) e finalmente Vampira (Rogue), agora sua esposa. Entre idas e vindas, Anna Marie e Remy voltam a ser um casal na série "Rogue & Gambit" publicada no ano de 2018. Na última edição da revista X-Men Gold #30 publicada em 20 de Junho de 2018, Vampira e Gambit se casam na mesma cerimônia onde aconteceria o casamento de Kitty Pryde e Colossus. Após Kitty desistir de se casar no último momento, Remy LeBeau aproveita a festa de casamento, e incentivado pelas palavras de sua amiga Tempestade, pede a mão de sua amada que aceita. A partir de Julho de 2018 os recém-casados terão sua própria HQ chamada "Mr and Mrs X".

## Em outras mídias

### Desenhos Animados
- Em X-Men: The Animated Series (1992), desenho da década de 1990, Gambit é um dos personagens principais.
- X-Men: Evolution (2000), ele é apenas um capanga de Magneto e membro da Irmandade dos Mutantes.
- Em Wolverine and the X-Men (2009), ele é um dos heróis.
- Gambit é um dos principais personagens de X-Men '97 (2024).

### Filmes
- Em X-Men 2, o nome "Remy LeBeau" aparece no computador de William Stryker, sugerindo que o personagem exista nesse universo.
- Gambit apareceu em X-Men Origins: Wolverine interpretado pelo ator Taylor Kitsch.
- Channing Tatum assinou um contrato para interpretar Gambit em um um filme solo que sairia em 2016, mas, devido a complicações com a direção, foi adiado, sendo confirmado para dia 13 de março de 2020 o que também não se realizou. O filme foi cancelado em 2019 devido a aquisição da 21st Century Fox pela The Walt Disney Company. O ator interpretou o personagem em Deadpool & Wolverine (2024).

### Jogos eletrônicos
- A primeira aparição de Gambit foi no jogo de Super Nintendo e Mega Drive Spider-Man and the X-Men: Arcade's Revenge.
- Gambit é personagem jogável nos jogos X-Men e X-Men 2: Clone Wars para Mega Drive, X-Men 2: Game Master's Legacy e X-Men 3: Mojo World para Sega Game Gear, e X-Men: Mutant Apocalypse para Super NES.
- Ele apareceu nos jogos de luta da Capcom X-Men vs. Street Fighter,  Marvel vs. Capcom e Marvel vs. Capcom 2, com uma ponta em Marvel Super Heroes vs. Street Fighter
- Ele aparece em ambos os jogos da serie X-Men: Mutant Academy e também em X-Men: Next Dimension
- Ele é jogável nos jogos de RPG Marvel: Ultimate Alliance 2, X-Men Legends, e X-Men Legends II: Rise of Apocalypse, e aparece em uma cena de Marvel: Ultimate Alliance.
- Gambit é um chefe em X-Men Origins: Wolverine
- Gambit é personagem no jogo de 2011 X-Men: Destiny.
- Gambit aparece no jogo Heroup da marvel.
- Ele aparece também como um personagem jogável em Lego Marvel Super Heroes.
- Ele é um personagem do jogo "Marvel super war" para Android.